# Comuna Hrușuvatka, Peatîhatkî
Hrușuvatka (în ucraineană Грушуватка) este o comună în raionul Peatîhatkî, regiunea Dnipropetrovsk, Ucraina, formată din satele Hrușuvatka (reședința), Komsomolske, Krasnoivanivka, Nerudstal și Semenivka.

## Demografie
Componența lingvistică a satului Hrușuvatka
     Ucraineană (93,41%)
     Rusă (4,55%)
     Romani (1,27%)
     Alte limbi (0,21%)
Conform recensământului din 2001, majoritatea populației satului Hrușuvatka era vorbitoare de ucraineană (93,41%), existând în minoritate și vorbitori de rusă (4,55%) și romani (1,27%).